# Tomba reale di Seddin

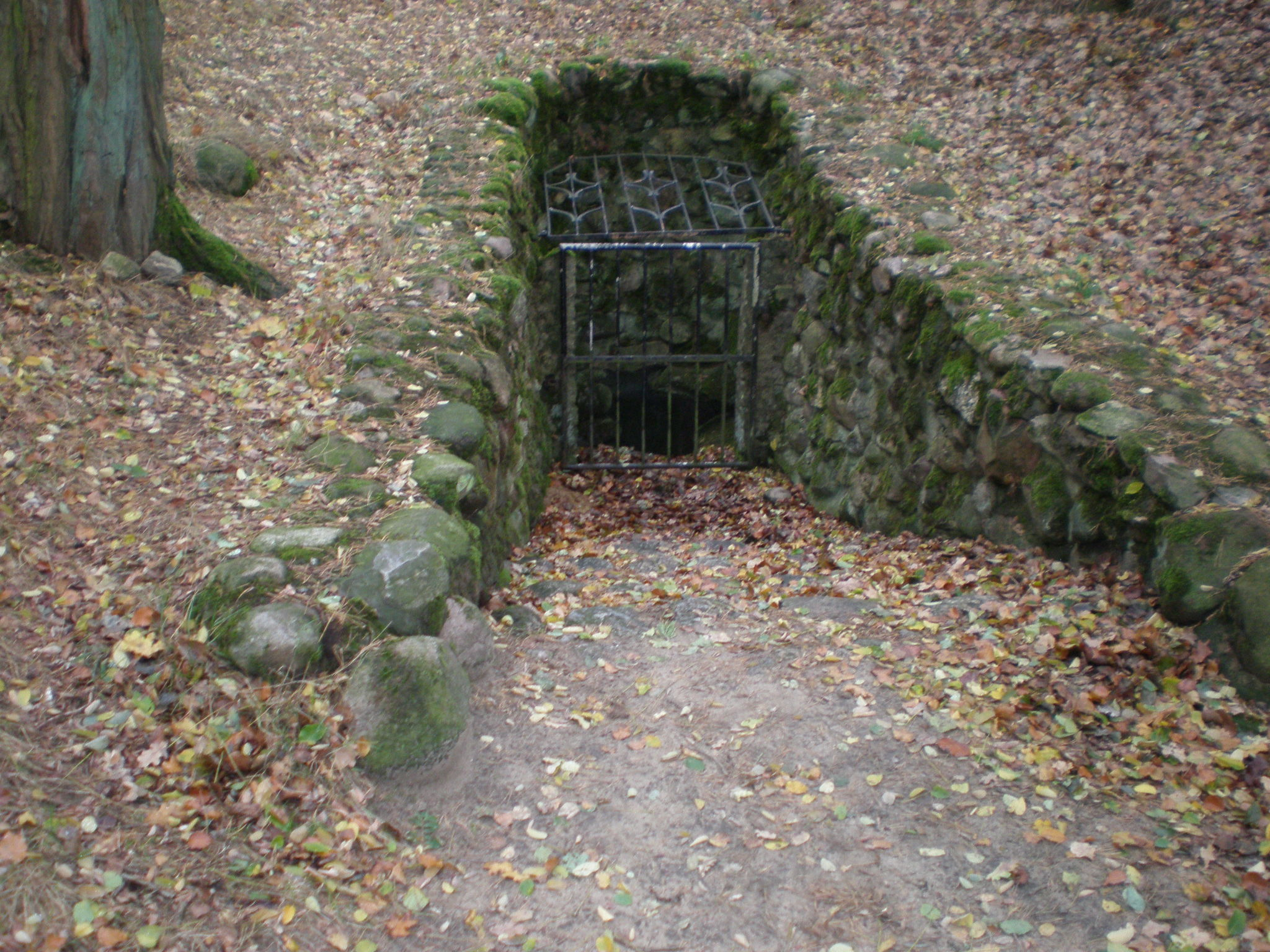
Ingresso della tomba reale di Seddin

La tomba reale di Seddin (in tedesco Königsgrab von Seddin) è un tumulo di 63,8 metri di diametro e 10 metri di altezza risalente alla tarda età del bronzo, intorno all'800 a.C.. Si trova a sud-ovest di Seddin, una frazione del comune di Groß Pankow nel distretto di Prignitz nel Brandeburgo, ai margini della valle di Stepenitz, che drena verso l'Elba. Il sito è di importanza sovraregionale per le dimensioni del tumulo e dei suoi manufatti. Nel 2016 è stata istituita la prima riserva archeologica del Brandeburgo intorno al tumulo, su una superficie di 5661 ettari.

## Scoperta
La camera funeraria intatta fu scavata da due operai nel 1899 per estrarre la pietra. Il 20 settembre 1899, Ernst Friedel, direttore del Märkisches Museum di Berlino, accompagnato dai custodi berlinesi del museo, nonché da altre persone, esplorò il tumulo. I reperti furono trasferiti al Märkisches Museum di Berlino nel 1899.
Durante le successive indagini del 2003, sotto il tumulo funerario è stato trovato uno strato di sabbia di 15-20 cm di spessore con scaglie di carbone. Lo strato di sabbia sembra essere il terreno esistente da cui era stato rimosso il terriccio. I pezzi di carbone di pioppo, salice e quercia provengono probabilmente da una cerimonia di consacrazione o da una pira funeraria. Una prima datazione C-14 del carbone ha fornito un'età di 829 a.C.

## Descrizione

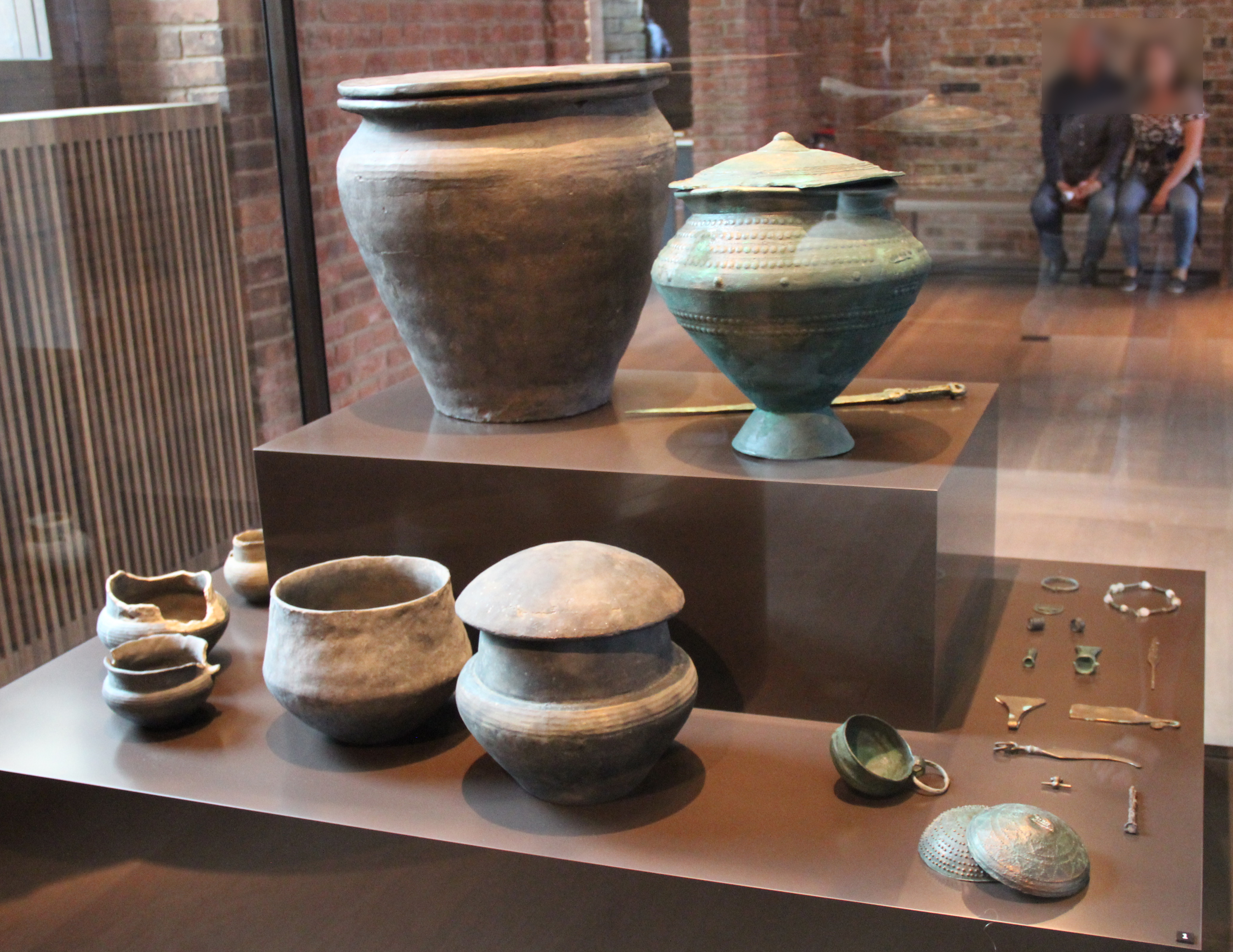
Corredo funerario della tomba di Seddin al Neues Museum di Berlino

### Il tumulo
Il tumulo, che spicca per le sue dimensioni, appartiene al cosiddetto gruppo di Seddin, insieme ad altri grandi tumuli nei dintorni, vittime della costruzione dell'autostrada nel XIX secolo. I più vicini paralleli di tumuli così riccamente arredati si trovano a Fionia e a Dithmarschen.
La camera sepolcrale decentrata è costituita da nove grandi massi, originariamente con intonaco di argilla e pittura rossa sulle pareti e una falsa volta come parte superiore.
Ci sono state in totale tre cremazioni. La sepoltura principale si trovava in un vaso con un coperchio fissato con perni di argilla. All'interno della pentola si trovava un'anfora in lamina di bronzo contenente i resti cremati, probabilmente avvolti in una pelle di martora. Il corredo funebre comprendeva una spada, un'ascia e uno scalpello ad occhiello, anelli a spirale, rasoi con raffigurazioni stilizzate, finimenti in lamina di bronzo, un bottone a stelo, una punta di lancetta, un pettine, un coltello con manico ad anello, anelli per arricciare in filo a spirale e due aghi di ferro.
Alcune parti del corredo funebre indicano collegamenti con il sud, soprattutto con l'Italia centrale. Il ricco corredo funebre indica una personalità di alto livello sociale. Recentemente è stato discusso anche un simbolismo calendariale della decorazione dell'anfora di bronzo, che assegnerebbe una funzione sacrale, nel senso di regalità sacrale, alla figura principale sepolta.
Nel 2003, a circa 50 m a nord del tumulo, è stata scoperta una fila di fosse di fuoco che correva in direzione est-ovest per diverse centinaia di metri. Queste appartengono a un pozzo di culto presumibilmente più antico, come noto in altri siti della Germania settentrionale e della Scandinavia meridionale. I dati iniziali del C-14 provenienti dalle fosse da fuoco hanno fornito un'età compresa tra il 904 e il 1001 a.C., anche se la grande differenza temporale tra i due valori è fonte di confusione.
La serie di fosse passa davanti alla "tomba reale" a una distanza di 53 metri. Sebbene le fosse siano allineate come un filo di perle con una distanza media di 1,85 metri tra di loro, il ritrovamento, che devia dall'asse est-ovest di alcuni gradi, non corrisponde a una linea retta esatta. Soprattutto al centro e a ovest della fila, ci sono lievi deviazioni di singole fosse e di interi gruppi di fosse. Ciò suggerisce che le fosse di cottura non sono state costruite in una sola volta o dalle stesse persone. Secondo la datazione al radiocarbonio, la fila è stata costruita intorno al 900 a.C., quindi poco prima o contemporaneamente alla "tomba reale".

### Sala reale di Seddin
I resti di un edificio di grandi dimensioni sono stati scoperti a 250 metri di distanza dalla tomba reale durante uno scavo condotto dall'archeologo Immo Heske nel 2023. Risale all'Età del Bronzo, intorno al 1000 a.C., e con i suoi 10 metri di larghezza e 31 di lunghezza è il più grande edificio di questo tipo mai scoperto nel Nord Europa. I due muri esterni sono stati realizzati con pietre di campo, una deviazione dal metodo di costruzione abituale in questa zona, che prevedeva l'uso di legno e argilla. L'edificio veniva utilizzato per immagazzinare il grano e per ospitare il bestiame. Al centro dell'edificio c'erano anche una zona giorno e una zona di rappresentanza con un camino. I ricercatori ipotizzano che la sala centrale fosse utilizzata per le celebrazioni o che l'edificio fosse una sala riunioni per un sovrano.